# Tullgrenella morenensis
Espèce
Synonymes
- Euophrys morenensis Tullgren, 1905

Tullgrenella morenensis est une espèce d'araignées aranéomorphes de la famille des Salticidae.

## Distribution
Cette espèce se rencontre en Argentine, en Uruguay et en Bolivie.

## Description
Le mâle holotype mesure 5 mm.
Le mâle décrit par Marta, Bustamante, Hagopián, Teixeira, Brescovit, Valiati et Rodrigues en 2024 mesure 5,05 mm et la femelle 7,60 mm.

## Systématique et taxinomie
Cette espèce a été décrite sous le protonyme Euophrys morenensis par Tullgren en 1905. Elle est placée dans le genre Tullgrenella par Mello-Leitão en 1941.

## Étymologie
Son nom d'espèce, composé de moren[o] et du suffixe latin -ensis, « qui vit dans, qui habite », lui a été donné en référence au lieu de sa découverte, Moreno.

## Publication originale
- Tullgren, 1905 : « Aranedia from the Swedish expedition through the Gran Chaco and the Cordilleras. » Arkiv för Zoologi, vol. 2, no 19, p. 1-81 (texte intégral).